# José Tomé Roca
José Tomé Roca (Guitiriz, Lugo, 3 de septiembre de 1958) es un profesor y político español del PSOE, alcalde del municipio de Monforte de Lemos desde 2015 y Presidente de la Diputación Provincial de Lugo desde 2019.

## Trayectoria

### Personal
José Tomé fue profesor de Tecnología Agraria en la Escuela de Capacitación Agraria de Monforte de Lemos. Está casado y tiene dos hijos.

### Sindical y asociativa
Destacó por su pasado sindicalista anterior a su trayectoria política, siendo secretario general de UGT Lemos y secretario de Formación y Empleo de UGT Galicia. Además, fue miembro del Comité Autonómico de Empleo, del Consejo Gallego de Formación Profesional, del Consejo Económico y Social de Galicia y del Consejo General de Formación Profesional de España, así como patrono de la Fundación para la Formación Continua (FORCEM).

### En el PSOE
Ya como político, en el PSdeG-PSOE ocupó los cargos de secretario general de la agrupación local de Monforte y de secretario general del PSOE de la comarca de Tierra de Lemos. También perteneció al Comité Nacional del PSOE y al Comité Provincial de Lugo. Entre 2017 y 2019 fue vicesecretario general de la ejecutiva provincial del PSOE de Lugo, siendo el diputado Álvaro Santos Ramos el secretario provincial. No obstante, tras la dimisión de Santos en junio de 2019 y la elección de la parlamentaria Patricia Otero como nueva secretaria en julio, Tomé fue nombrado presidente de la ejecutiva, sucediendo a Lara Méndez, alcaldesa de Lugo, y consolidando su liderazgo en el partido.

### En política local
Es concejal del ayuntamiento de Monforte de Lemos, donde ocupó primero el cargo de primer teniente de alcalde durante el bipartito con el Bloque Nacionalista Galego de Severino Rodríguez, y posteriormente ya la alcaldía tras ganar el PSdeG las elecciones municipales de 2015. Tomé revalidó el cargo en 2019 con una amplia mayoría absoluta (11 concejales de 17), siendo de los únicos socialistas gallegos en conseguirlo junto con Abel Caballero en Vigo (20 concejales de 27) y Darío Campos en Puente Nuevo (8 concejales de 11).

### En el Parlamento de Galicia
Desde 2005 fue diputado autonómico en el Parlamento de Galicia, donde ocupó los cargos de presidente de la Comisión Institucional, vocal de la Comisión de Agricultura, alimentación, ganadería y montes; miembro de la Comisión de Sanidad, asuntos sociales y empleo; vocal de Trabajo del PSdeG-PSOE y miembro de la Comisión del Consello de Contas. No obstante, causó baja el 6 de septiembre de 2011 para centrarse en la política local.

### En la Provincia de Lugo
Tomé se convirtió en diputado provincial tras las elecciones de 2019, siendo la primera vez en 35 años que la capital de la comarca volvía a tener diputado propio, pues el puesto lo ocupaban diputados de otros ayuntamientos del partido judicial de Monforte. Además, fue elegido como candidato del PSdeG a la presidencia de la Diputación de Lugo para suceder a su compañero de partido, Darío Campos. Así, salió elegido presidente el 18 de julio de 2019 en bipartito con el BNG y se convirtió en el tercer socialista en ocupar este puesto en el ente provincial desde la democracia.